# جلين بيري
جلين بيري (بالإنجليزية: Glyn Berry)‏ هو دبلوماسي بريطاني، ولد في 14 يونيو 1946 في باري ‏ في المملكة المتحدة، وتوفي في 15 يناير 2006 في قندهار في أفغانستان.